# روپالی گانگلی
روپالی گانگلی (بنگالی: রূপালী গঙ্গোপাধ্যায়، هندی: रूपाली गाङ्गुली، انگلیسی: Rupali Ganguly; زاده ۵ آوریل ۱۹۷۷) یک بازیگر هندی است که عمدتاً در تلویزیون هند کار می کند‌.یکی از پردرآمدترین بازیگران زن تلویزیون در هند است.گانگولی به خاطر ایفای نقش در سریال آنوپاما شناخته شده است.او تاکنون برنده دو جایزه تلویزیونی هند و یک جوایز آکادمی تلویزیون هند شده است.